# Regionaler Naturpark Grands Causses

Logo des Parks

Der Regionale Naturpark Grands Causses (frz. Parc naturel régional des Grands Causses) liegt im französischen Département Aveyron in der Region Okzitanien.
Der Park erstreckt sich etwa zwischen den Orten
- Saint-Laurent-d’Olt im Norden,
- Saint-Jean-du-Bruel im Osten,
- Avène im Süden (knapp außerhalb des Naturparks),
- Saint-Sernin-sur-Rance im Südwesten und
- Ségur im Nordwesten.

Die Stadt Millau liegt im Zentrum des Parks. Der Naturpark grenzt im Osten an den Nationalpark Cevennen und im Süden an den Regionalen Naturpark Haut-Languedoc.

## Parkverwaltung

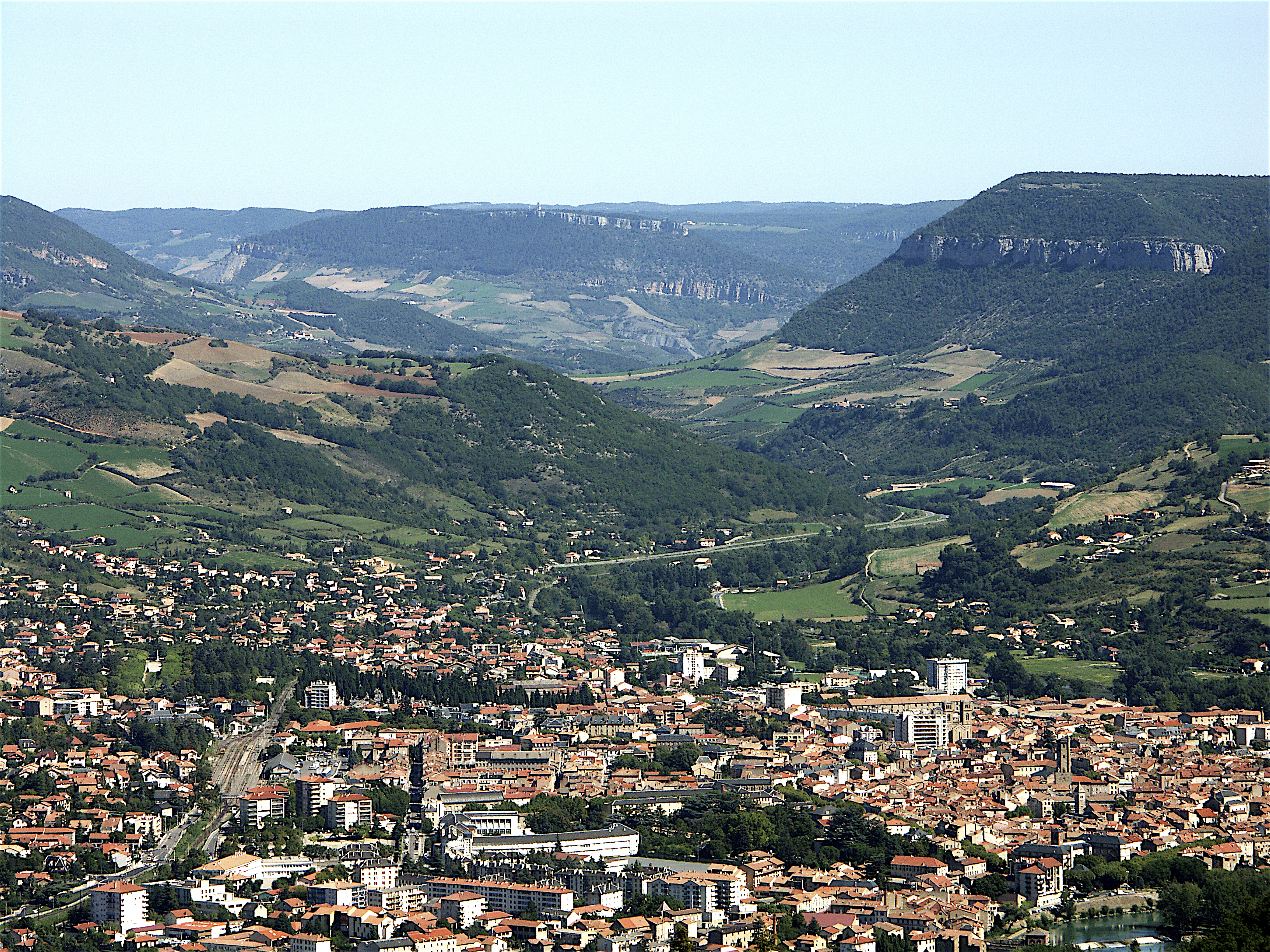
Die Stadt Millau

Die Gründung des Naturparks erfolgte am 6. Mai 1995 und umfasst heute eine Fläche von rund 327.000 Hektar. Die Parkverwaltung hat ihren Sitz in Millau (44° 5′ 47″ N, 3° 4′ 36″ O), wo sich das „Maison du Parc“ befindet. Die Flächen von 93 Gemeinden (Stand 1. Januar 2016) mit einem Einzugsgebiet von etwa 68.000 Bewohnern bilden den Park.

## Größere Orte im Park
- Millau
- Saint-Affrique
- Sévérac d’Aveyron (Commune nouvelle; früher: Sévérac-le-Château)
- Creissels
- Vabres-l’Abbaye
- Saint-Georges-de-Luzençon

## Landschaft
Der Park umfasst folgende Naturlandschaften und Biotope:
- die Causses (deutsch: „Kalkplateaus“)
  - Causse de Sévérac (zwischen den Flüssen Lot und Aveyron)
  - Causse Noir (zwischen den Flüssen Jonte und Dourbie)
  - Causse du Larzac (südöstlich von Millau)
- die Avant-Causses (deutsch: „Causse-Vorberge“)
- die Rougiers (deutsch: „Rotes Land“) und
- die Monts (deutsch: „Berge“).

### Causses
Die Kalkplateaus umfassen rund 25 % der Fläche des Naturparks und manche von ihnen setzen sich auch außerhalb dessen Grenzen fort. Sie bilden weite Flächen im östlichen Teil des Naturparks, deren Höhe zwischen 800 und 1100 Metern variiert. Geologisch betrachtet bestehen sie aus einem Sockel aus Kalksedimenten, die das Meer vor etwa 200 Millionen Jahre hier abgelagert hat. In dem durch Verwitterung porös gewordenen Gestein versickern die Niederschläge sofort und bilden eine trockene steinige Hochebene, die von Trockenrasen dominiert wird. Diese Trockenrasen-Landschaft ist besonders für die Schafzucht geeignet.
Die durch das Gebiet verlaufenden Flüsse (wie z. B. Dourbie, Jonte, Tarn) haben bis zu 500 Meter tiefe Schluchten (frz.: Gorges) in das Kalkgestein gegraben und dadurch die Landschaft strukturiert. Die Abbrüche sind aus steilen, von Höhlen zerklüfteten Wänden geformt.

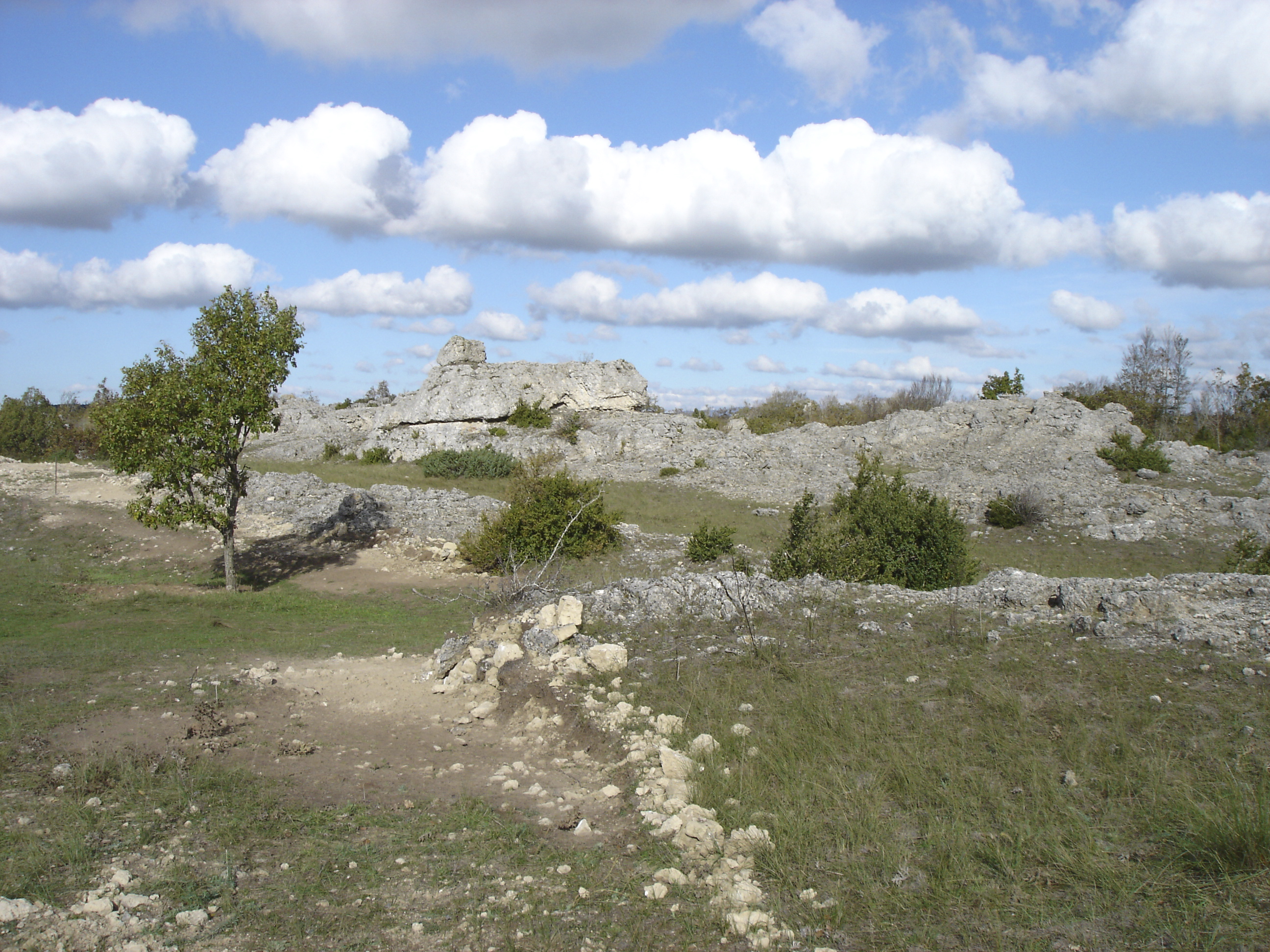
Typische Landschaft am Causse de Lazarc
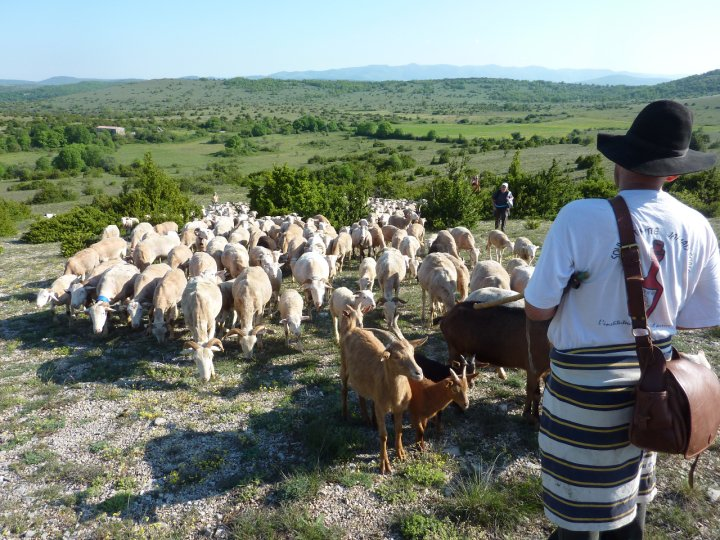
Schafhirte am Causse de Larzac
Dolmen von Galitorte am Causse de Sévérac
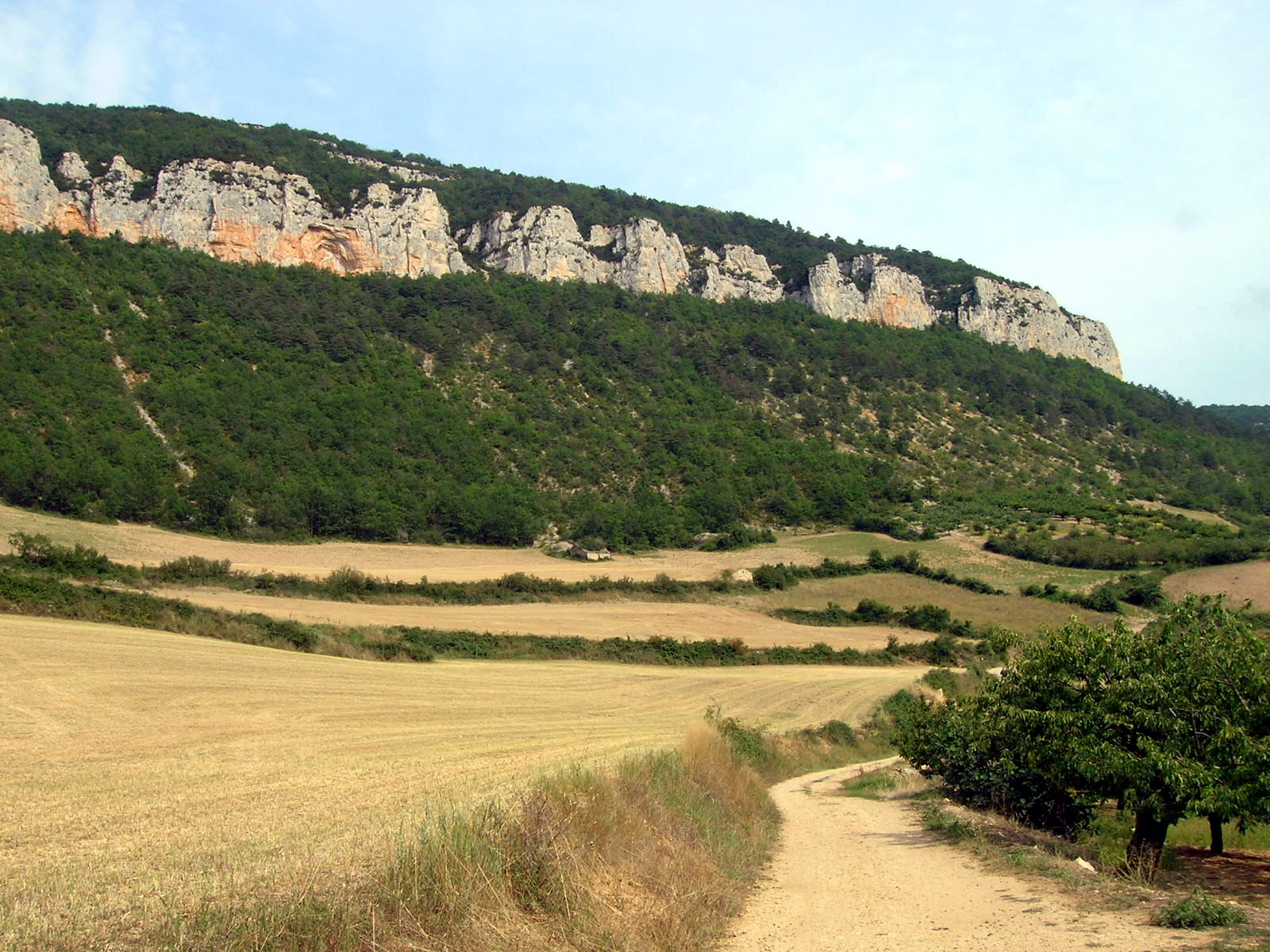
Blick auf die Causse Noir
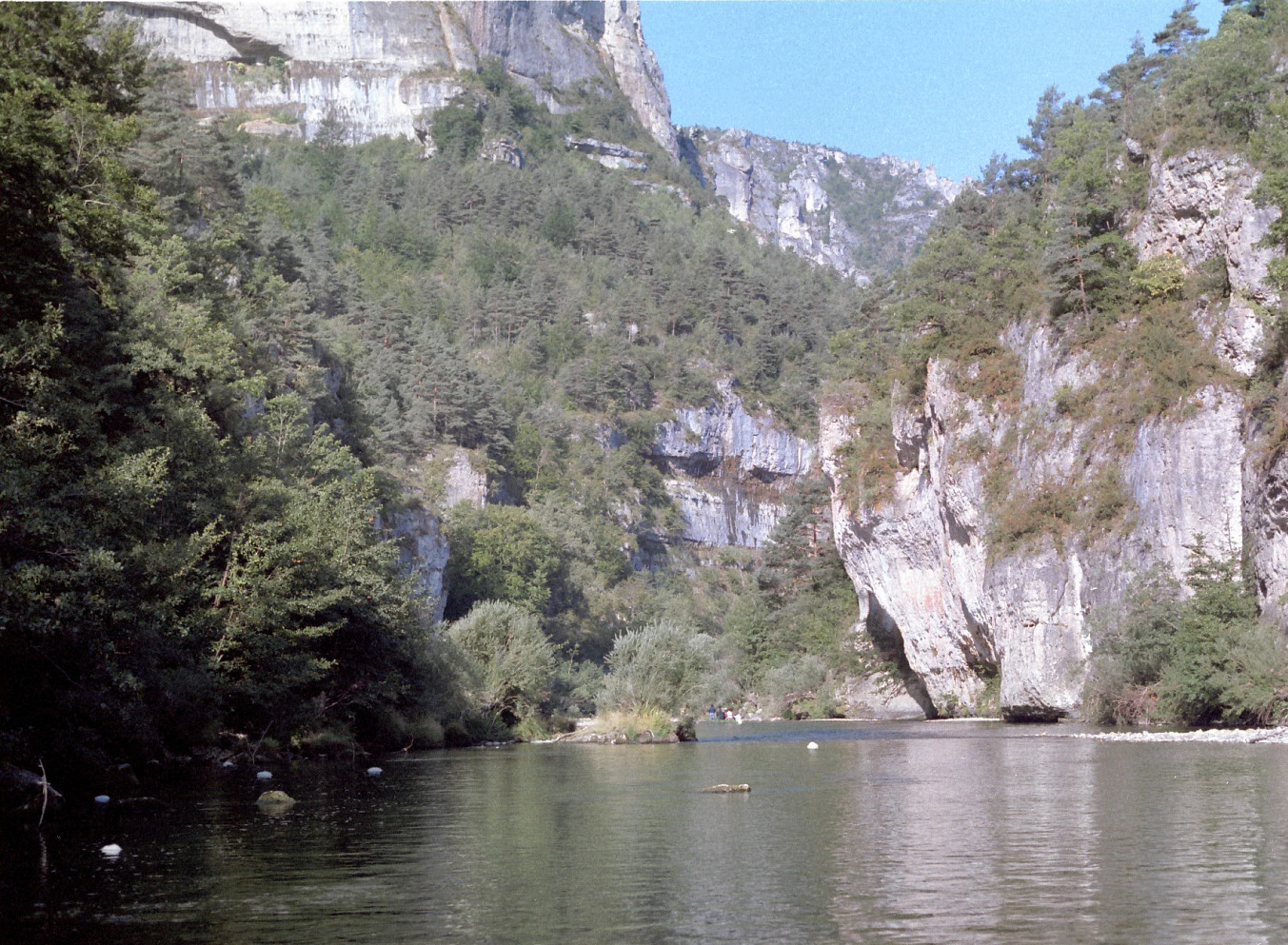
In den Schluchten des Tarn
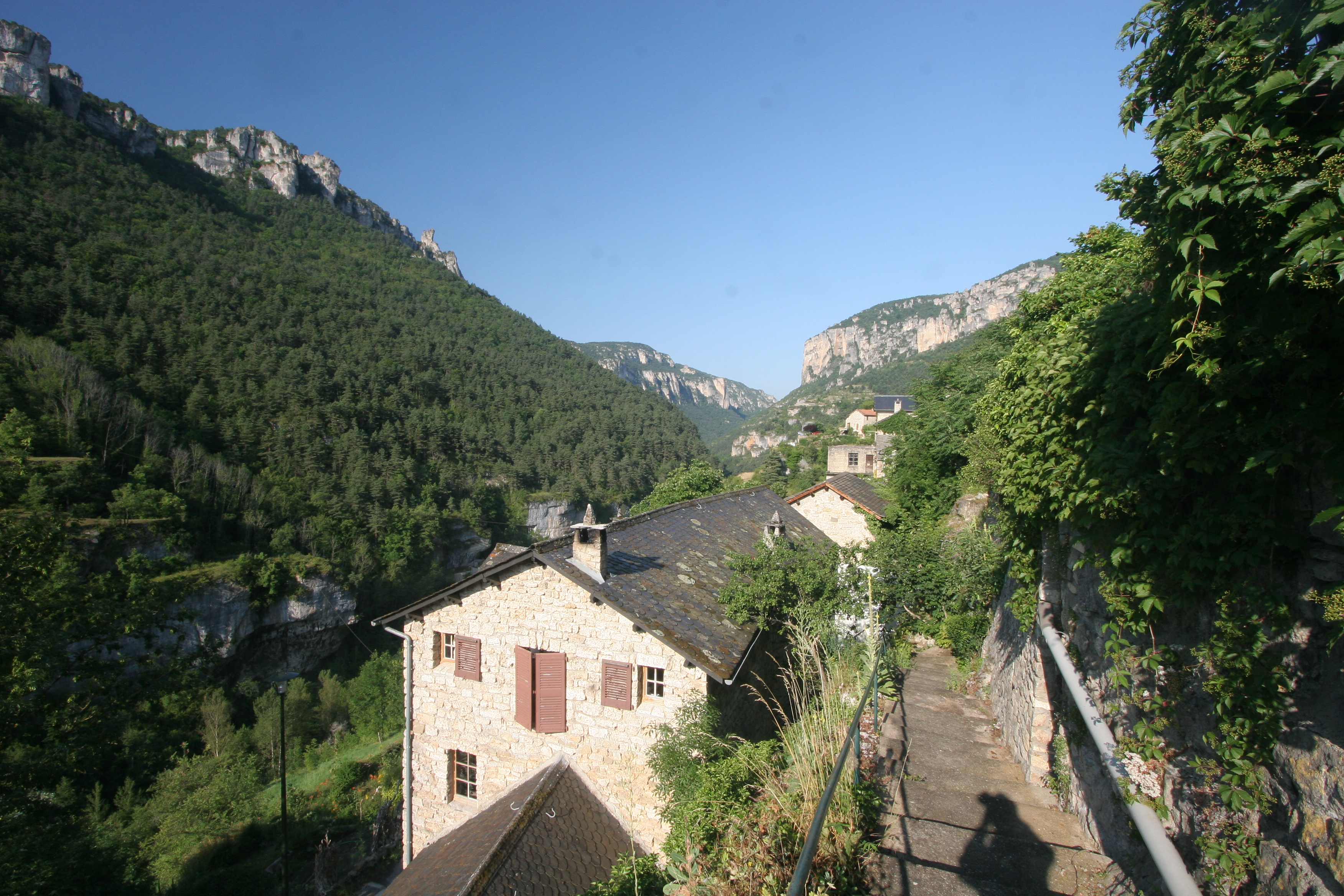
La Truel in den Schluchten der Jonte

### Avant-Causses
Die Avant-Causses, die sich aus kleineren Kalkplateaus und aus leicht hügeligen Ebenen zusammensetzen, erstrecken sich am Fuß der großen Kalkplateaus (Causses). Hecken und Trockensteinmauern bilden eine Bocagelandschaft und stellenweise zeigt sich auch ein sogenannter Zeugenberg in der Landschaft. Sie erstrecken sich generell entlang der Mittelachse des Naturparks vom Norden nach Süden auf einer Höhe von etwa 650 Metern.
Geologisch gesehen sind die Avant-Causses älter als die großen Kalkplateaus (Causses). Viele Flüsse (Serre, Aveyron, Tarn, Dourbie, Cernon, Sorgues) haben Täler in die Avant-Causses gegraben. Die hier vorherrschende fruchtbare Erde, die durch zahlreiche Quellen bewässert wird, hat die Menschen seit dem Altertum angezogen und landwirtschaftliche Nutzflächen gebildet, wo die Rinder- und Schafzucht vorherrscht. Auf den  Anhöhen werden überwiegend Obst- und Weinbau traditionsgemäß auf Terrassen betrieben. In diesen Territorien haben sich die drei größten Städte des Parks entwickelt: Millau, Saint-Affrique und Sévérac-le-Château.

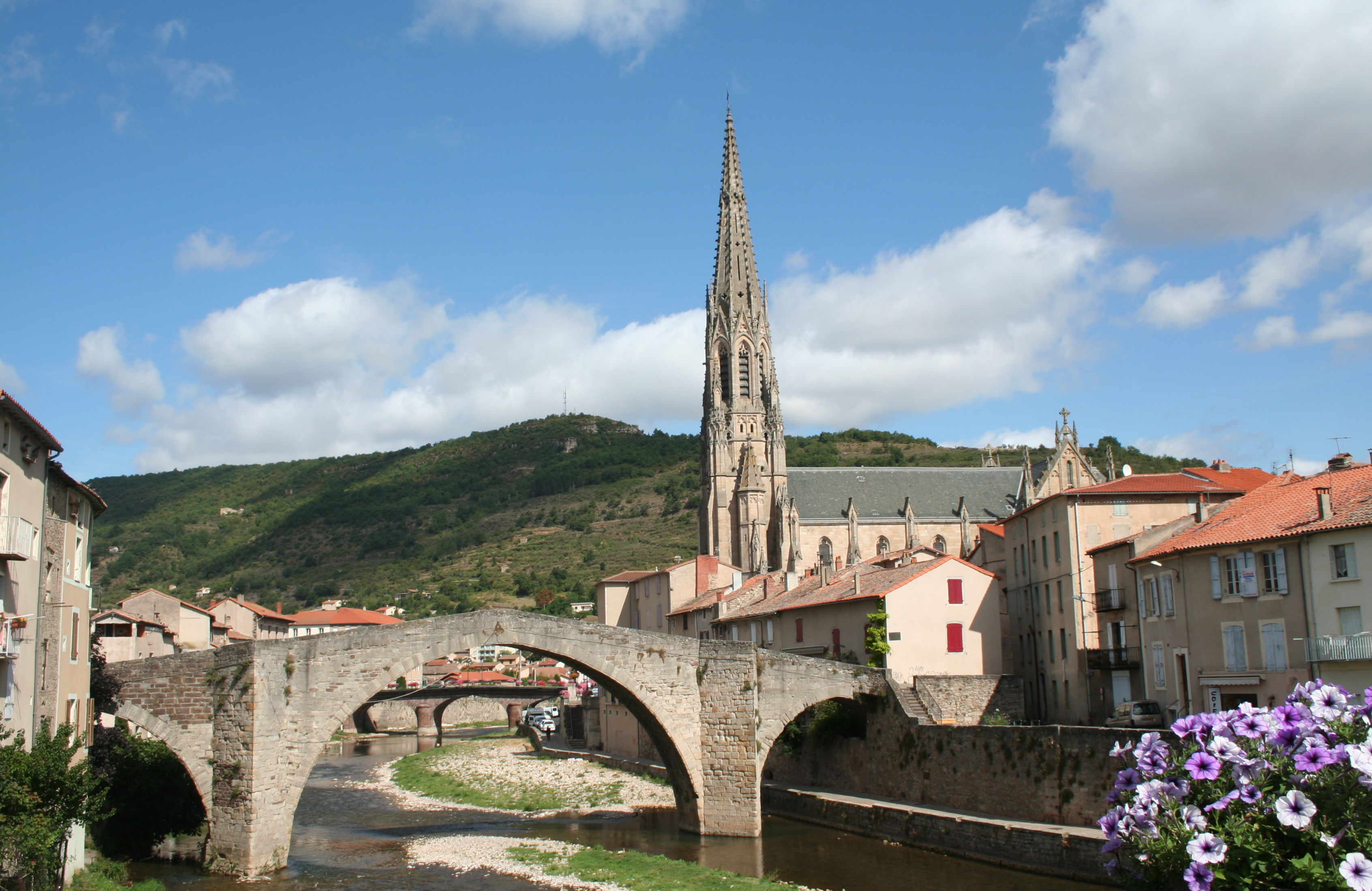
Saint-Affrique am Fluss Sorgues
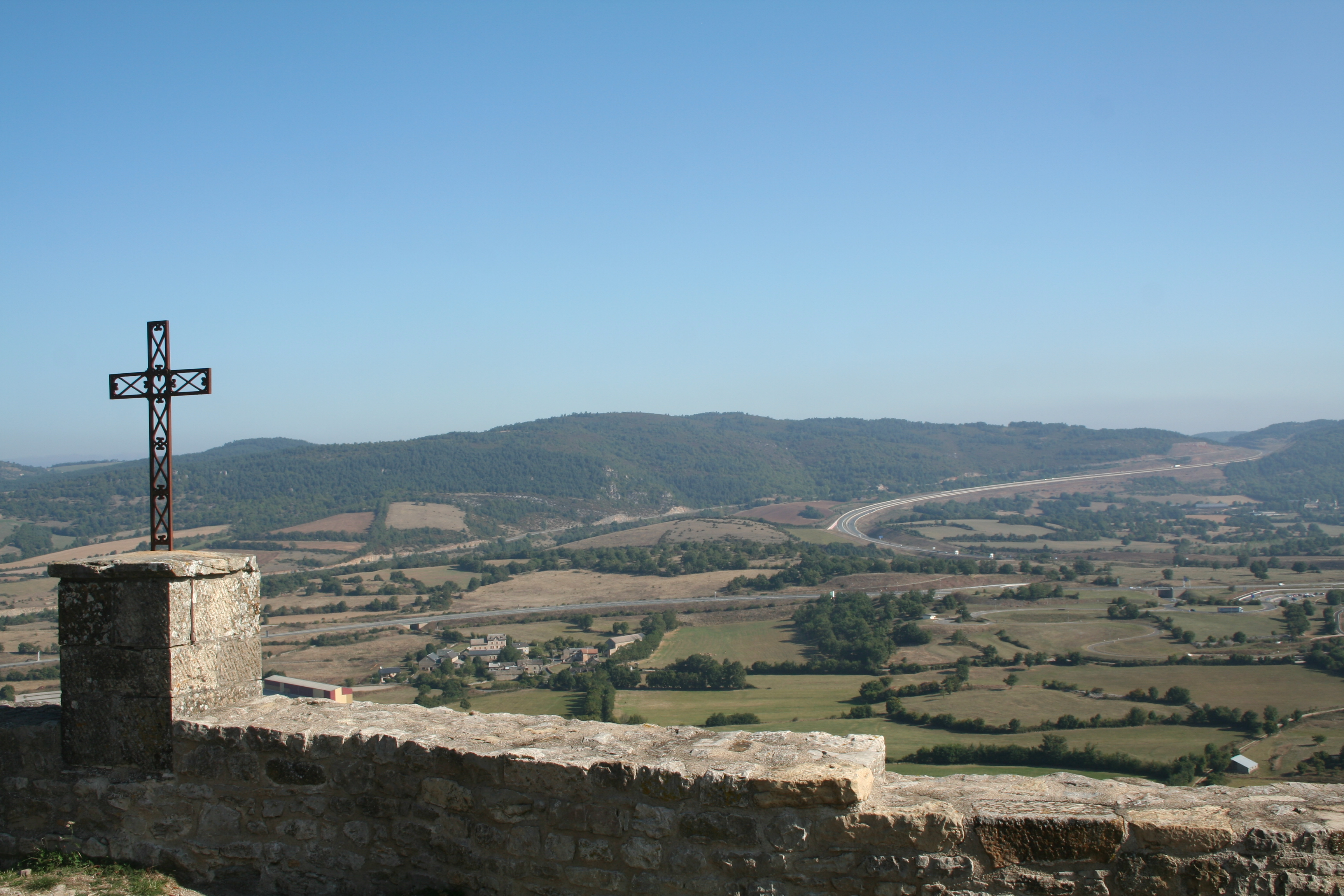
Blick vom Schloss in Sévérac-le-Château auf die A75
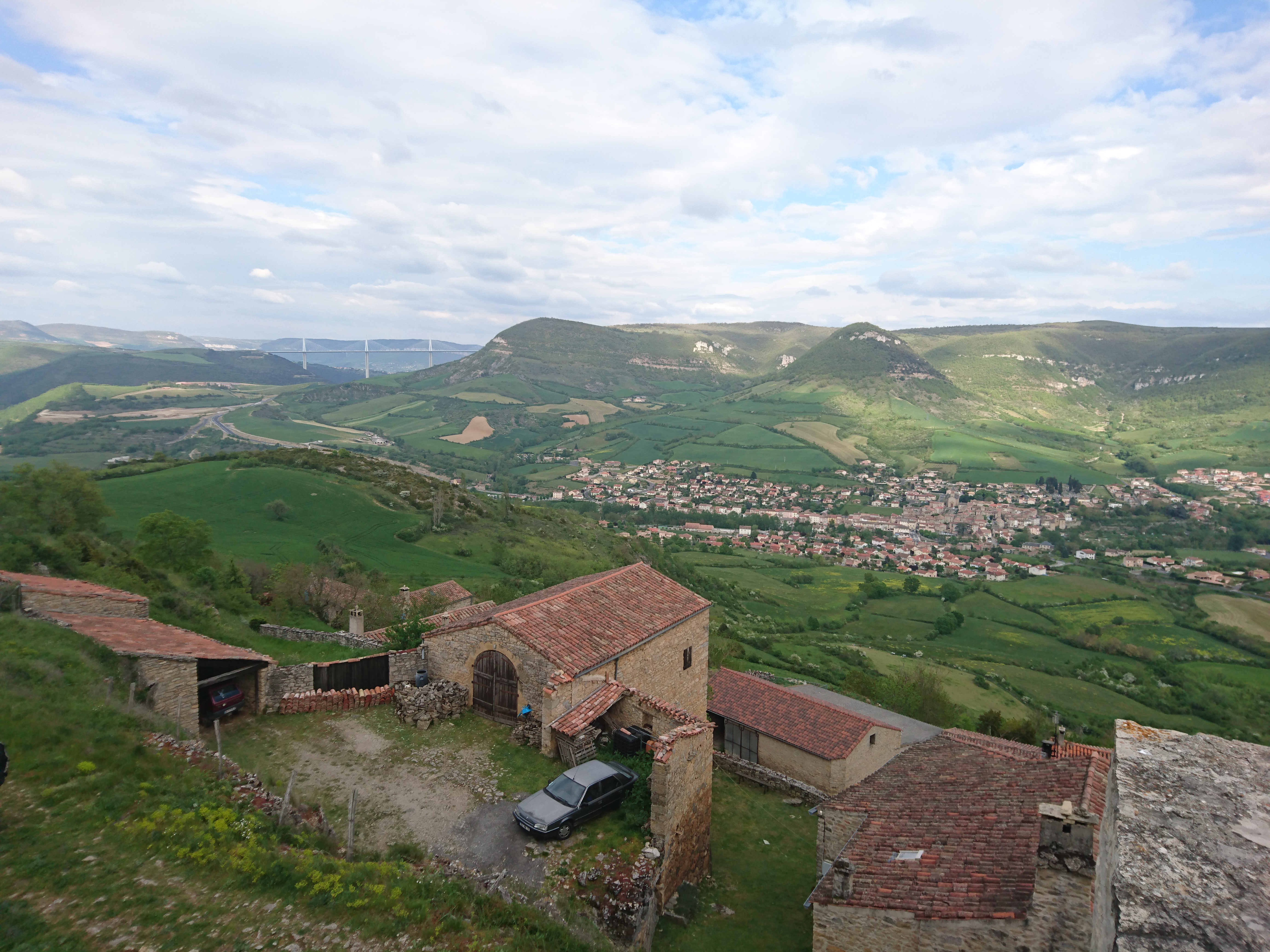
Saint-Georges-de-Luzençon
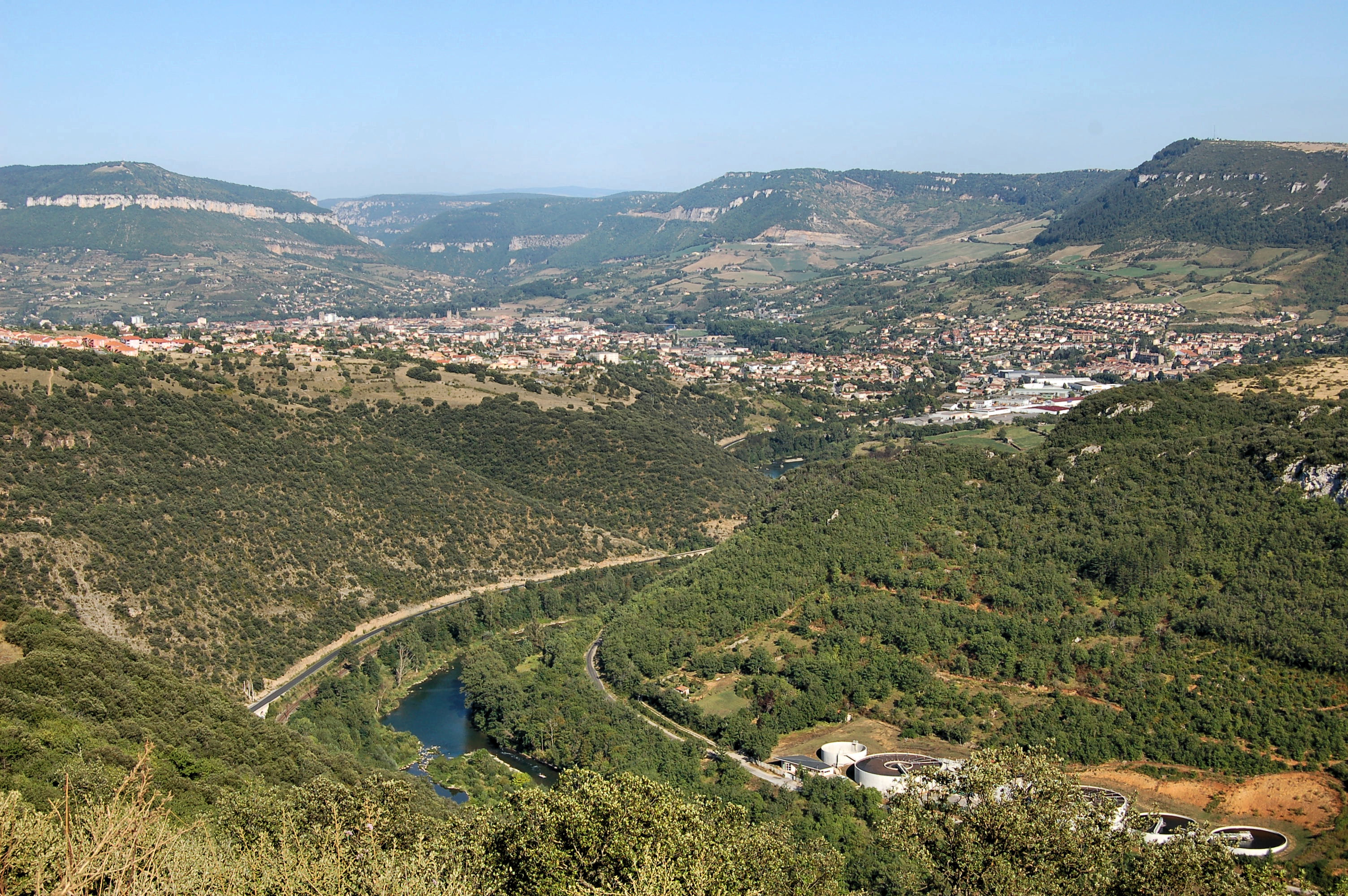
Blick auf Millau
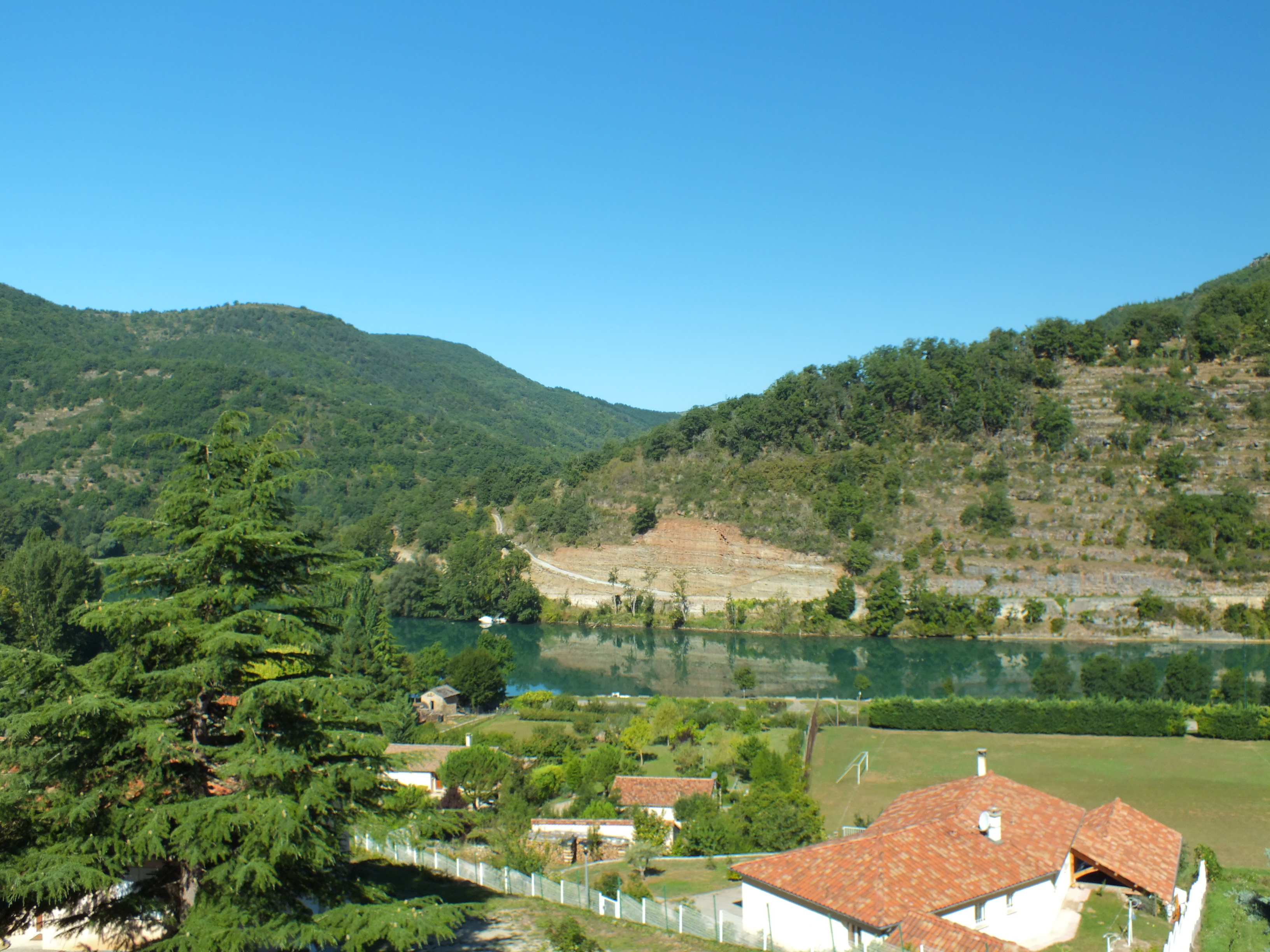
Saint-Rome-de-Tarn

### Rougiers
Diese im Südwesten des Naturparks gelegenen Landschaft ist durch die weinrote Farbe ihrer Gesteine und Erden bekannt, die von einer intensiven Beimischung von Eisenoxid rührt. Sie besteht im Wesentlichen aus Sandstein und wurde vor etwa 250 bis 300 Millionen Jahren gebildet. Die Flüsse Dourdou de Camarès und Rance durchqueren dieses Territorium. Seine geringe Höhe (250 bis 550 Meter), sein warmes und trockenes Klima im Sommer und sein Überfluss an Wasser haben ertragreiche landwirtschaftliche Kulturen ermöglicht. Durch die Errichtung eigener Bewässerungssysteme am Ende des 19. Jahrhunderts wurden die Futtererträge weiter vermehrt und dadurch die intensive Zucht des Milchschafes für die Herstellung des Roquefort-Käses ermöglicht.
Gemeinsam mit den Avant-Causses zählen die Rougiers zu den meistbevölkerten Zonen auf dem Gebiet des Naturparks.
Die Hauptorte sind Camarès, Montlaur, Vabres-l’Abbaye und Saint-Izaire.

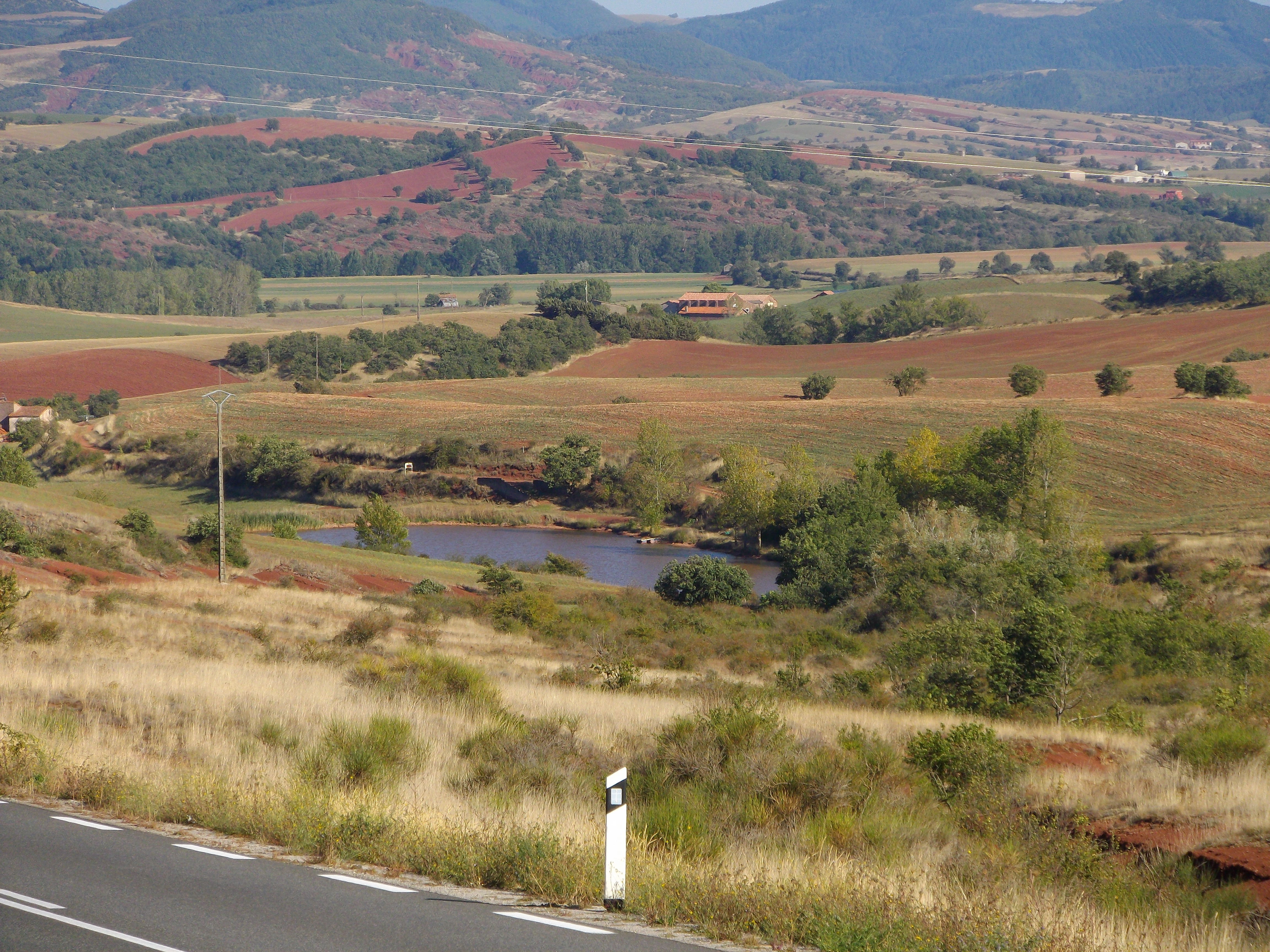
Die rote Erde bei Camarès
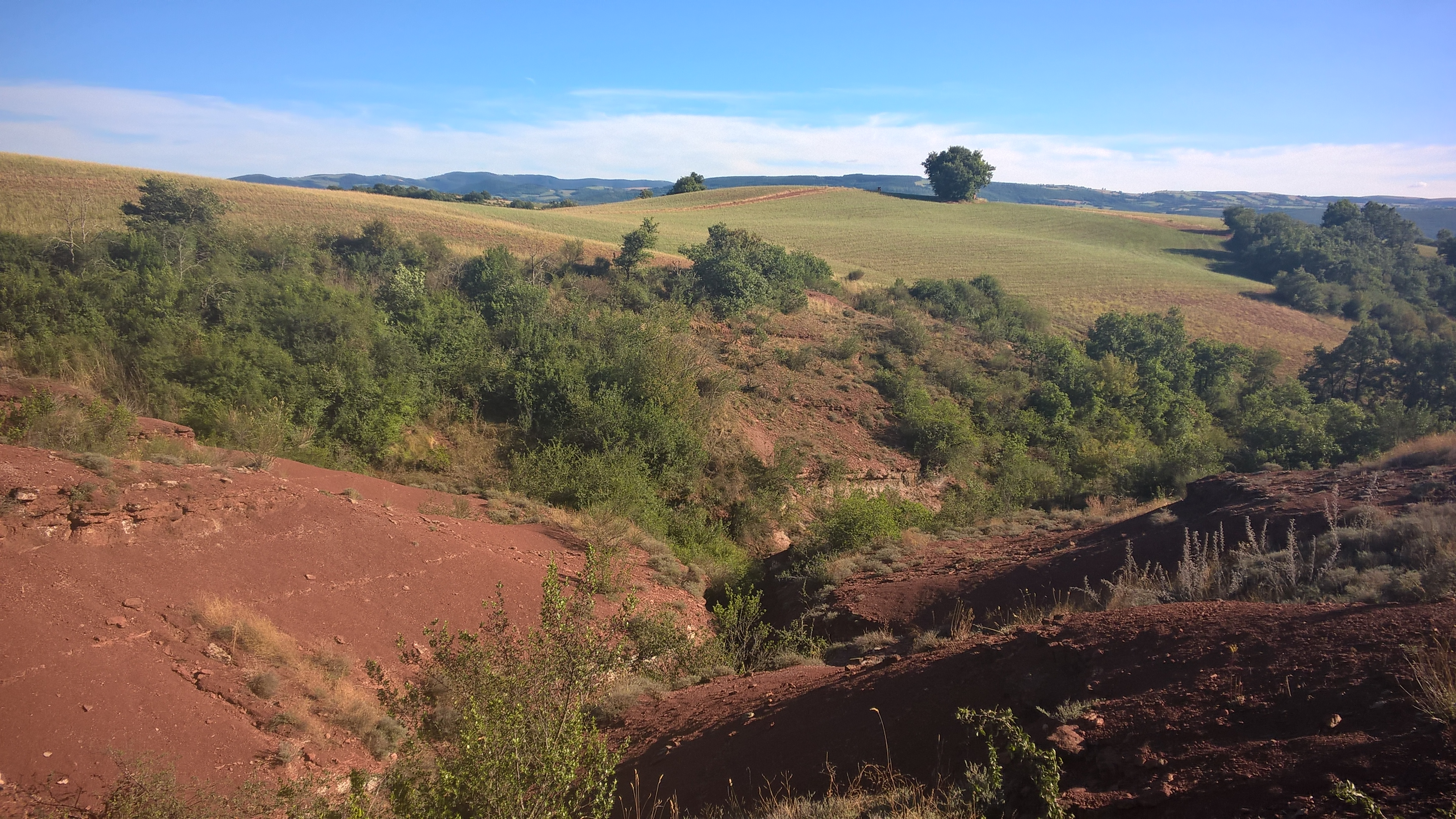
Die rote Erde bei Montlaur
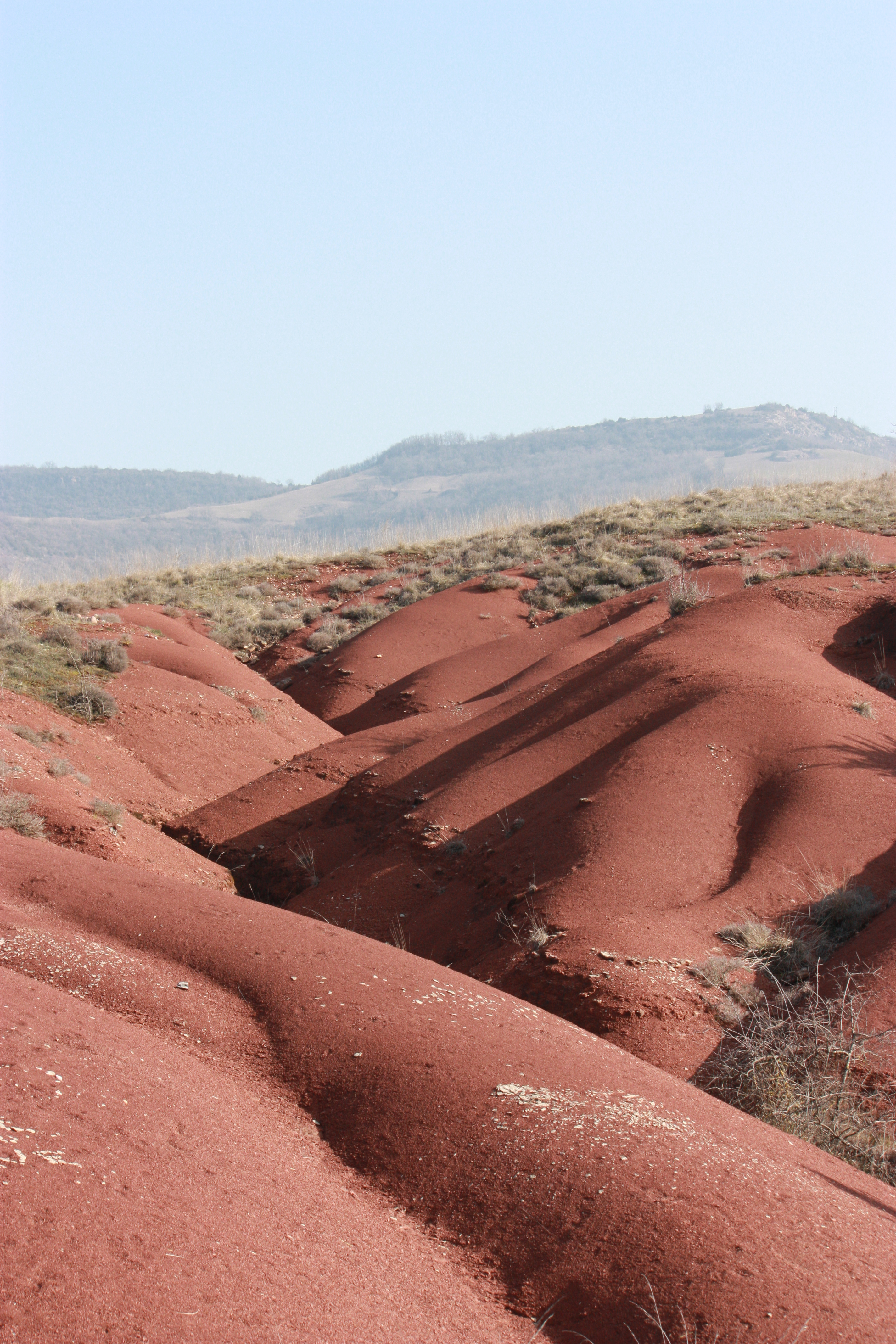
Die rote Erde bei Montlaur
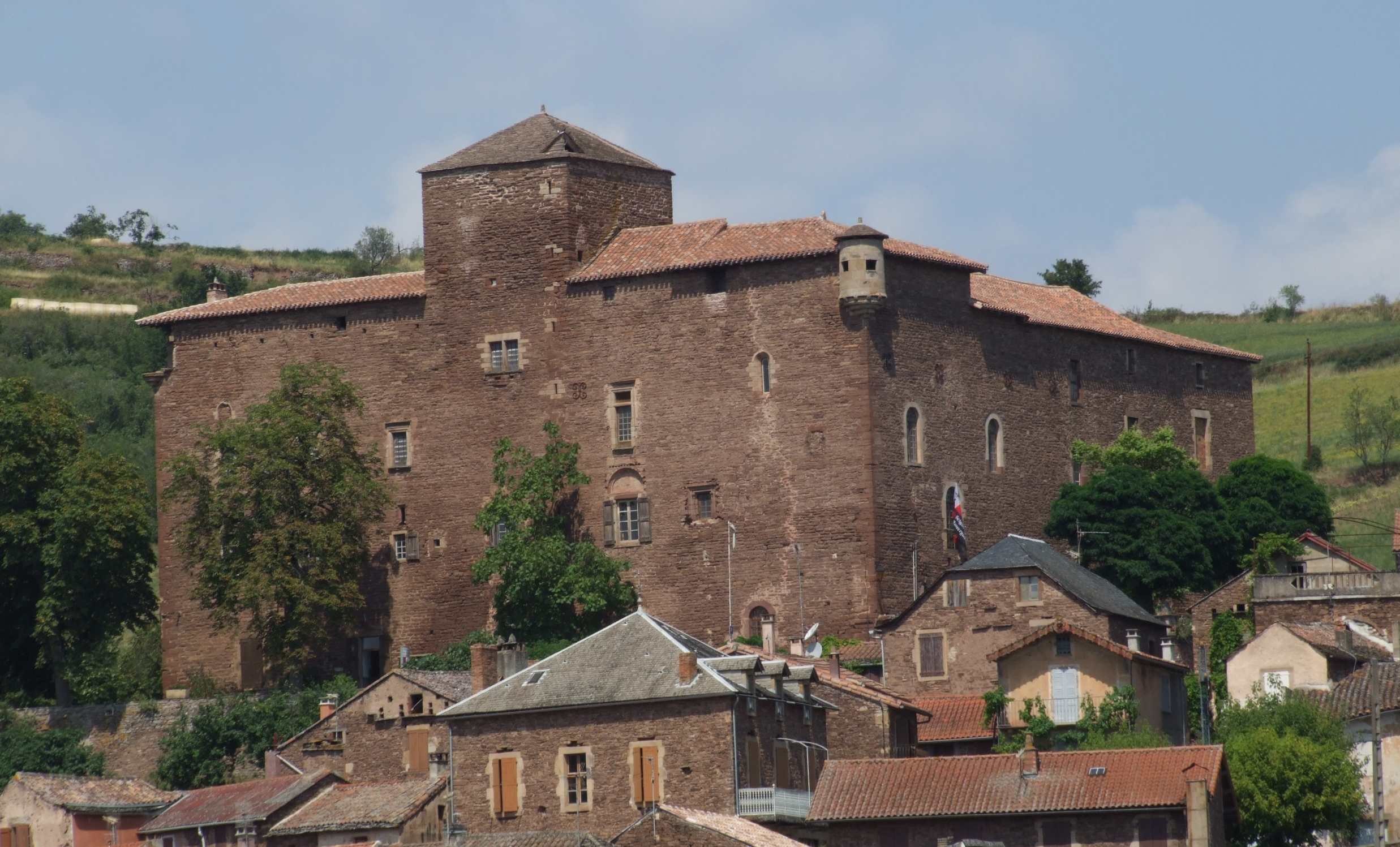
Schloss von Saint-Izaire
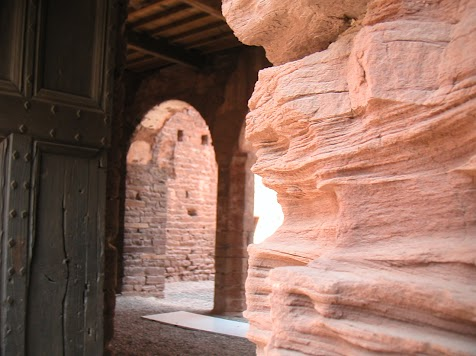
Schloss von Saint-Izaire mit rotem Gestein
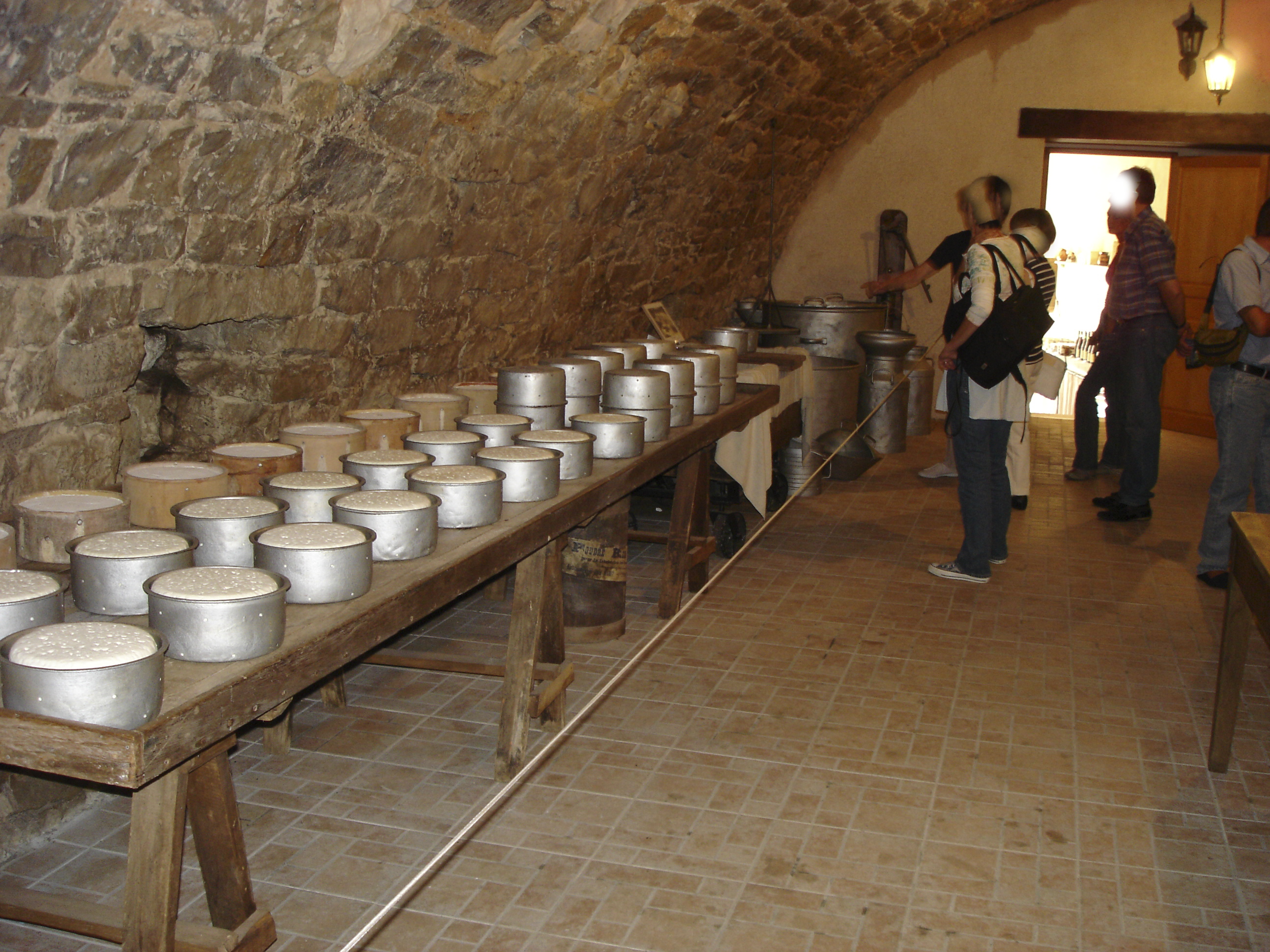
Roquefort-Museum in Cornus

### Monts
Dieses Territorium liegt generell im Westen des Naturparks und bildet einen Sammelbegriff für mehrere Gebiete, wie die Monts de Lacaune im Südwesten, den Ségala im Umfeld des Flusses Tarn im Westen und das Plateau du Lévézou im Nordwesten.
Die Höhe der Berge variiert zwischen 300 und 900 Metern und kulminiert am Gipfel Puech du Pal bei 1155 Meter. Die Höhe und die häufigen Winde bilden eine optimale Basis für den Einsatz von Windkraftanlagen.
- Die Monts de Lacaune sind im äußersten Süden des Naturparks und setzen sich im benachbarten Regionalen Naturpark Haut-Languedoc fort. Ihre Berghänge sind je nach Höhe und Ausrichtung mit Wäldern aus Kastanien, Eichen und Buchen bedeckt. Aber auch zahlreiche Nadelbäume, wie Fichten und Douglasien bedecken die Kämme in den Hochlagen von rund 1000 Metern. Die dazwischenliegenden Flächen werden für die Landwirtschaft benutzt. Die zahlreichen gewundenen Wasserläufe streben den Flüssen Rance und Dourdou de Camarès zu.

- Der Ségala ist eine Landschaft, die sich auch außerhalb des Naturparks im Westen fortsetzt. Sie ist eine feingliedrig unterteilte Landschaft aus Ebenen und flachen Tälern. Die Plateaus und die gering geneigten Hänge sind mit Futterpflanzen und Weideflächen bedeckt, an den Abhängen findet man häufig Eichen und Kastanienwälder. Innerhalb des Naturparks erstreckt sich das Gebiet etwa zwischen den Orten Lestrades-et-Thouels, Coupiac und Pousthomy. Zu dieser Landschaft zählt auch ein Abschnitt des Tarn-Tales, der Les Raspes du Tarn genannt wird. Dieses Gebiet ist durch seine abrupten Felsabbrüche in das Flusstal geprägt. Auch hier findet man eine Vielzahl von Kastanienbäumen, außerdem werden Wein, Obst und Gemüse angebaut. Der Hauptort ist Brousse-le-Château.

- Das Plateau du Lévézou liegt im Westen und Nordwesten des Naturparks. Eine Linie hoher Bergkämme mit den Gipfeln Seigne (1128 m) und dem Puech du Pal (1155 m) überragt mehrere Hochplateaus sowie die Täler des Aveyron und der Muze. Die steilen Hänge sind bedeckt von Nadelwäldern und grenzen an alte Heidelandschaften und Buchenwälder. Auf den Plateaus sind große Weideflächen und Kulturlandschaften für die Schafzucht auf sanften Hügeln und Tälern ausgebreitet. Die Grenze zwischen dem Lévézou und den weiter südöstlich liegenden Avant-Causses bildet das Tal der Muze. Die an diesen ausgesetzten Abhängen errichteten Orte sind von einer Bocagelandschaft mit Hecken auf Basis von Eschen umgeben. Beispiele hierfür sind: Saint-Léons, Saint-Laurent-du-Lévézou, Saint-Beauzély, Castelnau-Pégayrols und Montjaux.

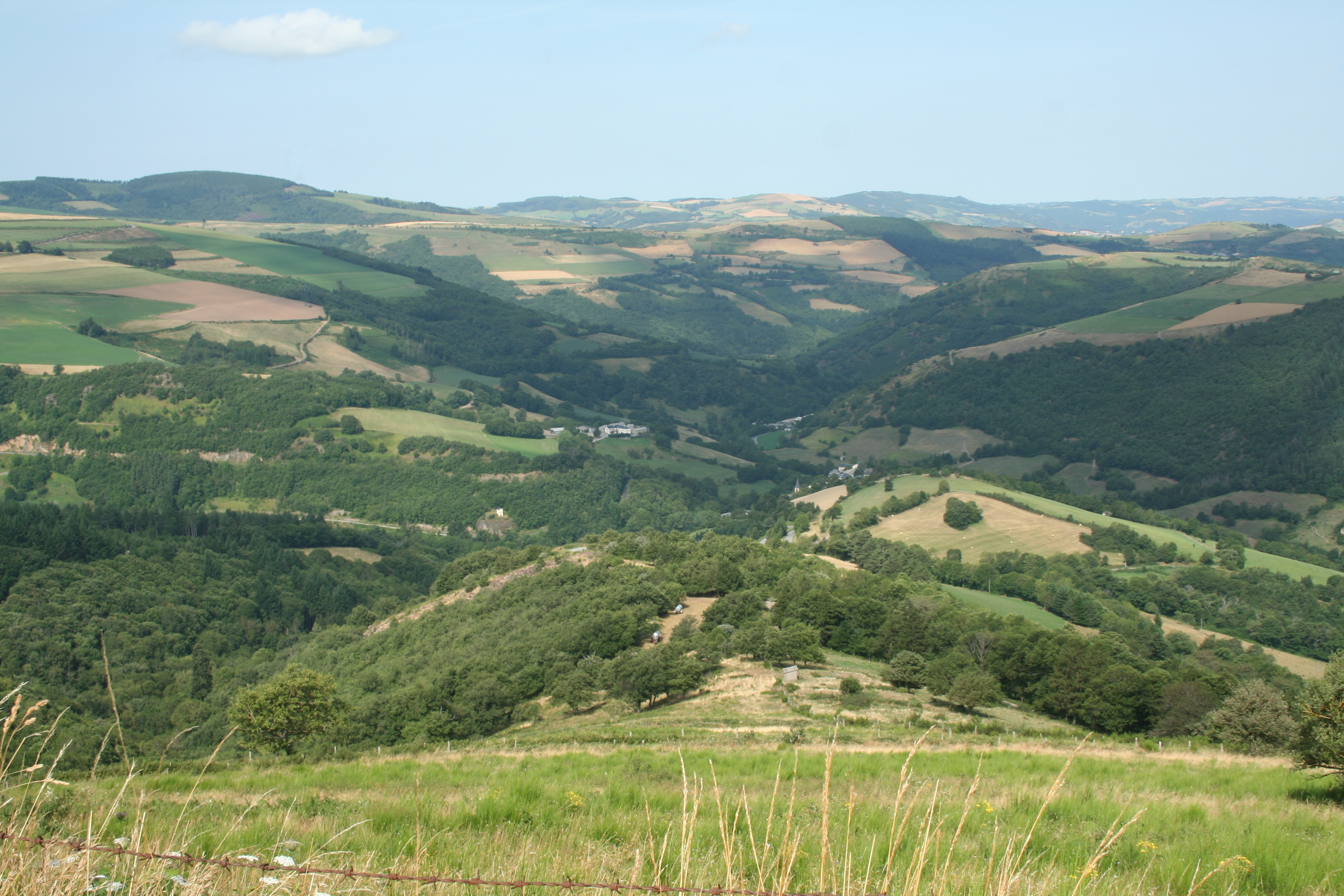
Blick von den Monts de Lacaune auf Murasson
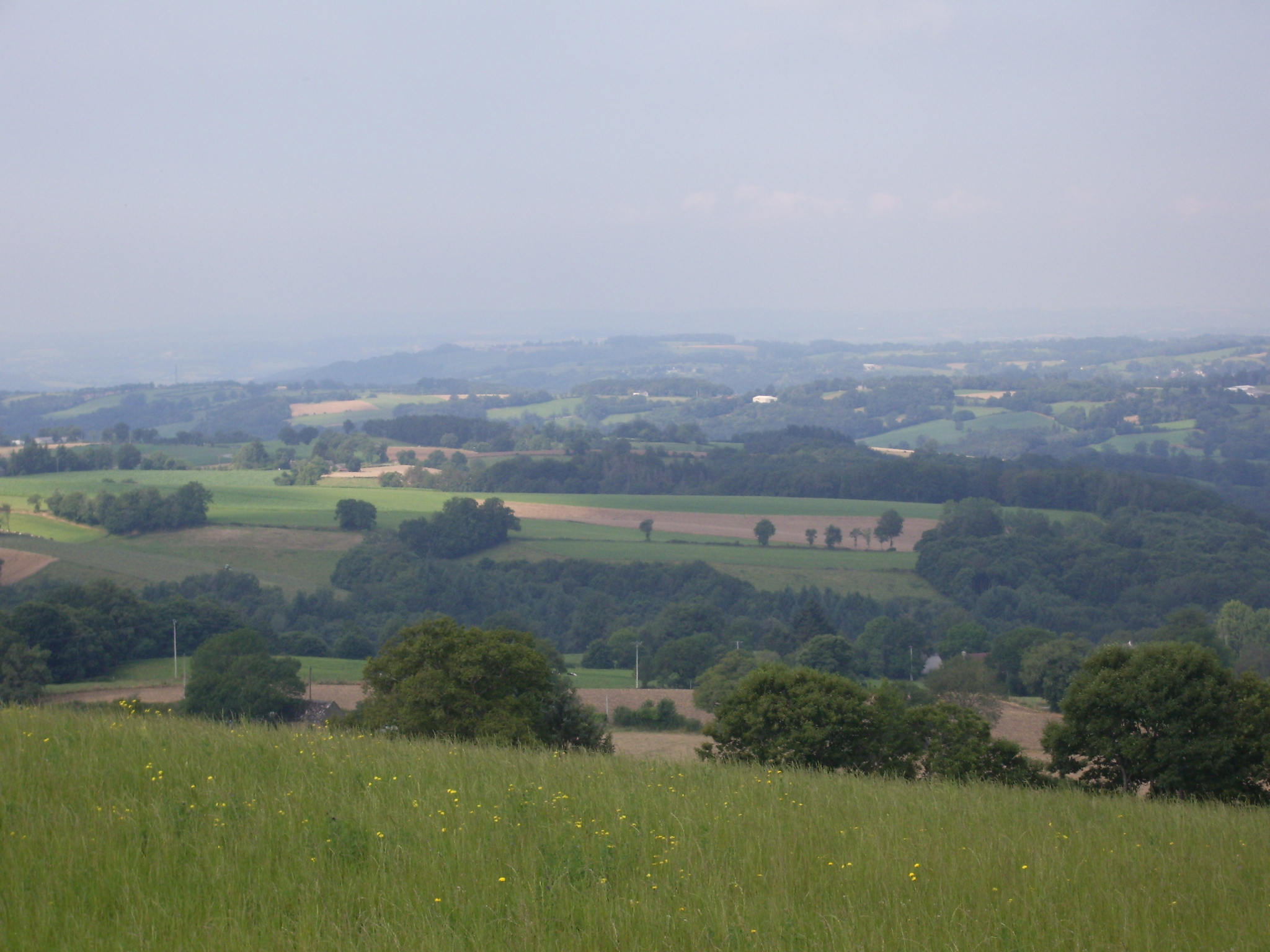
Landschaft im Ségala
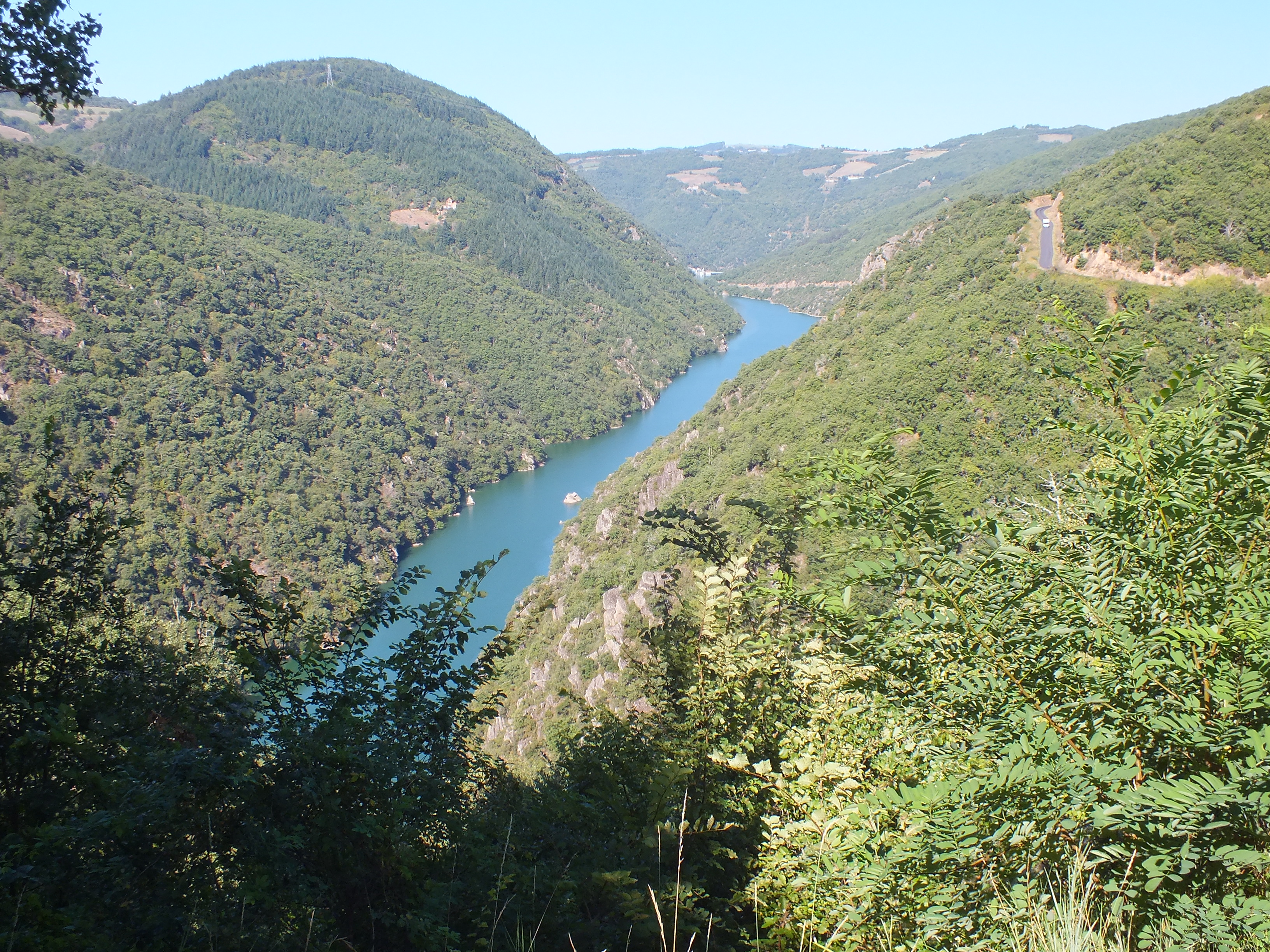
Raspes de Tarn
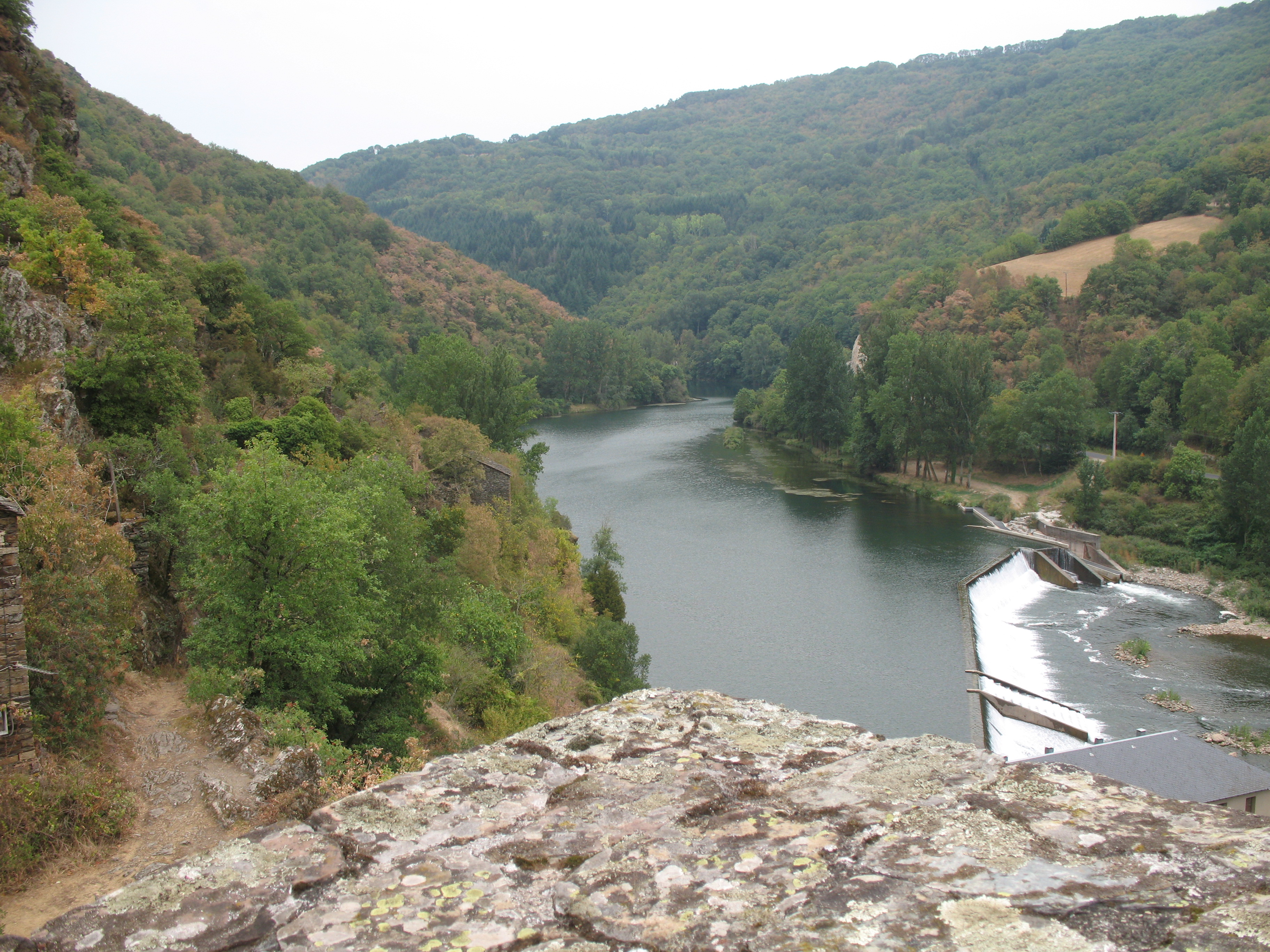
Der Tarn bei Brousse-le-Château
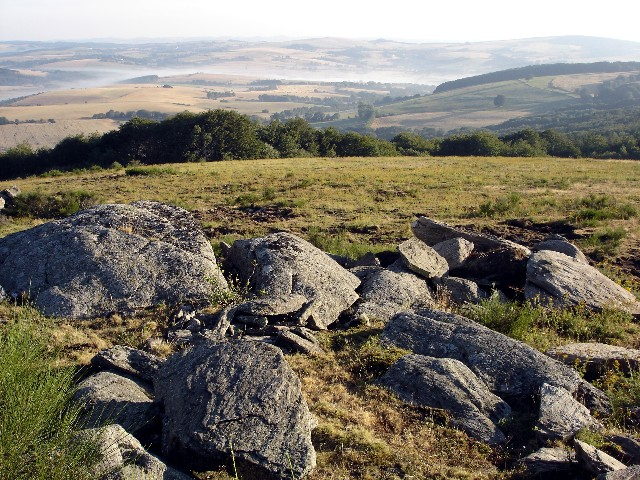
Blick vom Gipfel des Lévézou
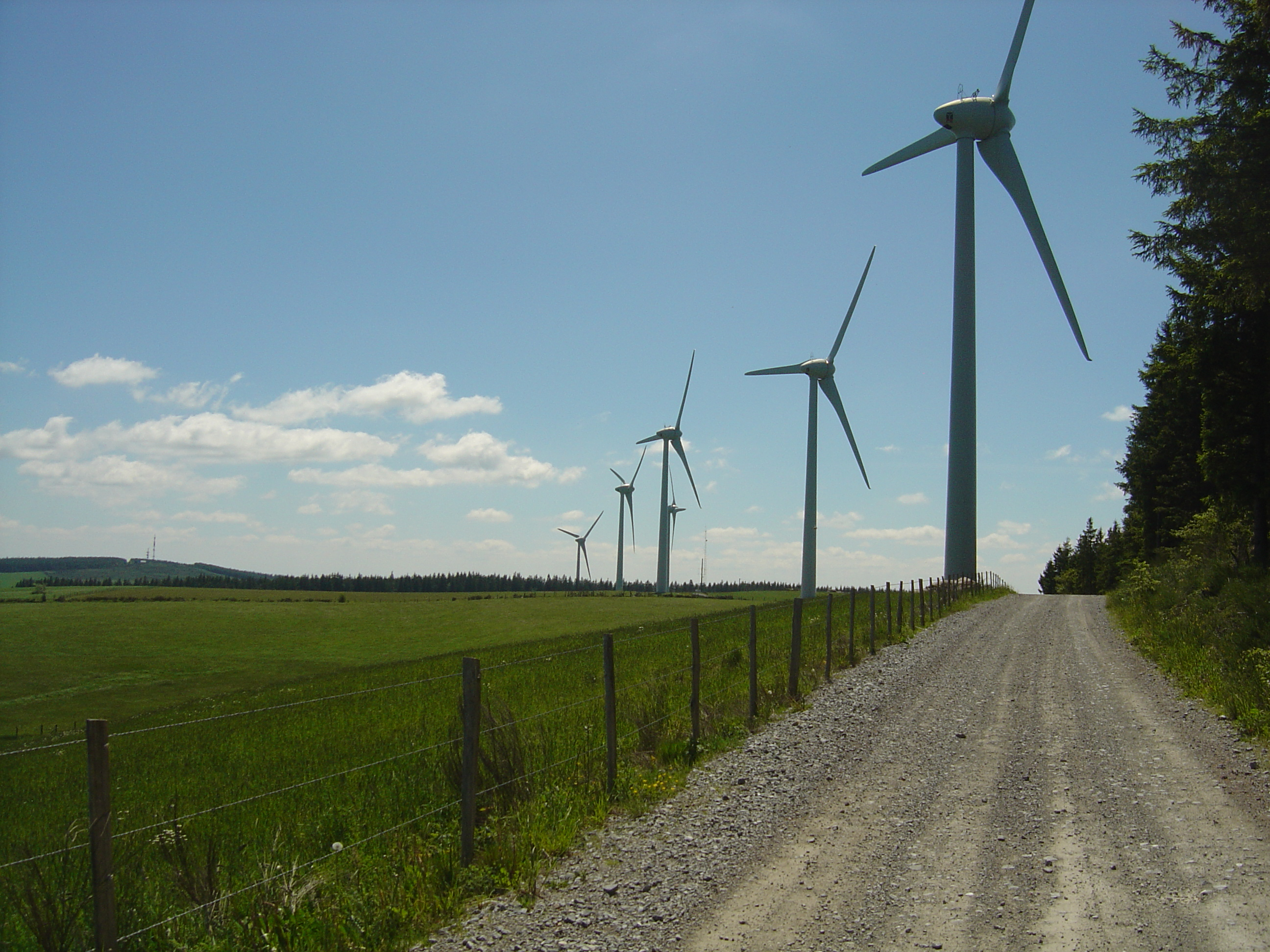
Windgeneratoren am Kamm des Lévézou